# Neue Ziegelhütte
Neue Ziegelhütte ist ein Ortsteil der Stadt Waldmünchen im Landkreis Cham des Regierungsbezirks Oberpfalz im Freistaat Bayern.

## Geografie
Neue Ziegelhütte liegt auf dem Südufer der Böhmischen Schwarzach, an der Staatsstraße 2400, 1,8 Kilometer westlich von Waldmünchen und 4,7 Kilometer südwestlich der tschechischen Grenze. Am Ostrand von Neue Ziegelhütte fließt der Treffenbach von Süden kommend der Böhmischen Schwarzach zu.

## Geschichte
Neue Ziegelhütte wurde 1861 als Ortsteil der Gemeinde Waldmünchen erstmals erwähnt.
Neue Ziegelhütte gehört zur Pfarrei Waldmünchen. 1997 hatte es 16 Katholiken.

## Tourismus und Sehenswürdigkeiten
Durch Neue Ziegelhütte führt der Mountainbikeweg MTB-Tour 12.

## Namensgleichheit und Unterscheidung
Es gibt im Bereich der Stadt Waldmünchen drei Ortsteile mit dem Namen Ziegelhütte, die weniger als zwei Kilometer voneinander entfernt sind. Sie heißen gegenwärtig Neue Ziegelhütte, Alte Ziegelhütte und Zieglhütte. Zieglhütte und Alte Ziegelhütte liegen direkt nebeneinander am Westufer des Perlsees, Neue Ziegelhütte liegt Zwei Kilometer südwestlich davon am Ufer der Böhmischen Schwarzach. Alle drei Ortschaften gehörten zur Pfarrei Waldmünchen. Neue Ziegelhütte und Alte Ziegelhütte gehörten zur Gemeinde Waldmünchen. Zieglhütte gehörte zunächst zur Gemeinde Hocha und ab 1970 ebenfalls zur Gemeinde Waldmünchen. Neue Ziegelhütte und Zieglhütte wurden seit 1861 in den Verzeichnissen erwähnt. Die Bezeichnung Alte Ziegelhütte taucht erstmals im Ortsverzeichnis von 1950 auf.
Es folgt ein Vergleich der drei Ortschaften. Die Spalte Sp bezeichnet die Seite beziehungsweise Spalte im jeweiligen Ortsverzeichnis, E die Einwohnerzahl, Gb die Gebäudezahl, Gm die Gemeinde, Wm Waldmünchen.
|      | Neue Ziegelhütte          | Neue Ziegelhütte | Neue Ziegelhütte | Neue Ziegelhütte | Neue Ziegelhütte | Alte Ziegelhütte   | Alte Ziegelhütte | Alte Ziegelhütte | Alte Ziegelhütte | Alte Ziegelhütte | Zieglhütte                | Zieglhütte | Zieglhütte | Zieglhütte | Zieglhütte |
| Jahr | Name                      | Sp               | Gm.              | E                | Gb               | Name               | Sp               | Gm.              | E                | Gb               | Name                      | Sp         | Gm.        | E          | Gb         |
| ---- | ------------------------- | ---------------- | ---------------- | ---------------- | ---------------- | ------------------ | ---------------- | ---------------- | ---------------- | ---------------- | ------------------------- | ---------- | ---------- | ---------- | ---------- |
| 1861 | Ziegelhütte bei Ast       | 812              | Wm               | 14               | k. A.            | k. A.              |                  |                  |                  |                  | Zieglhütte                | 810        | Hocha      | 11         | 3          |
| 1871 | Ziegelhütte bei Ast       | 996              | Wm               | 18               | 13               | k. A.              |                  |                  |                  |                  | Zieglhütte                | 993        | Hocha      | 6          | 5          |
| 1885 | Ziegelhütte b. Ast (neue) | 942              | Wm               | 27               | 4                | k. A.              |                  |                  |                  |                  | Zieglhütte                | 939        | Hocha      | 10         | 1          |
| 1900 | Ziegelhütte b. Ast        | 984              | Wm               | 30               | 3                | k. A.              |                  |                  |                  |                  | Zieglhütte                | 982        | Hocha      | 6          | 1          |
| 1913 | Ziegelhütte gg. Ast       | 378              | Wm               | 23               | 4                | k. A.              |                  |                  |                  |                  | Ziegelhütte gg. Buchwalli | 378        | Hocha      | 4          | 1          |
| 1925 | Ziegelhütte b. Ast        | 1002             | Wm               | 22               | 4                | k. A.              |                  |                  |                  |                  | Zieglhütte                | 999        | Hocha      | 5          | 1          |
| 1950 | Ziegelhütte b. Ast        | 862              | Wm               | 36               | 5                | Ziegelhütte (alte) | 862              | Wm               | 13               | 2                | Zieglhütte                | 859        | Hocha      | 9          | 1          |
| 1961 | Neue Ziegelhütte          | 634              | Wm               | 25               | 5                | Alte Ziegelhütte   | 634              | Wm               | 6                | 1                | Zieglhütte                | 632        | Hocha      | 10         | 1          |
| 1970 | Neue Ziegelhütte          | 126              | Wm               | 26               | k. A.            | Alte Ziegelhütte   | 126              | Wm               | 4                | k. A.            | Zieglhütte                | 126        | Wm         | 5          | k. A.      |
| 1987 | Neue Ziegelhütte          | 255              | Wm               | 21               | 5                | Alte Ziegelhütte   | 255              | Wm               | 14               | 5                | Zieglhütte                | 255        | Wm         | 0          | 0          |
| 1997 | Neue Ziegelhütte          | 770              | Wm               | 16               | k. A.            | Alte Ziegelhütte   | 769              | Wm               | 12               | k. A.            | k. A.                     |            | Wm         |            | k. A.      |
| 2011 | Neue Ziegelhütte          |                  | Wm               | 11               | k. A.            | Alte Ziegelhütte   |                  | Wm               | 0                | k. A.            | Zieglhütte                |            | Wm         | 11         | k. A.      |